# Weinfelder Maar
Das Weinfelder Maar, auch Totenmaar genannt, ist ein Maar rund zwei Kilometer südöstlich der Stadt Daun in der Eifel, Rheinland-Pfalz.

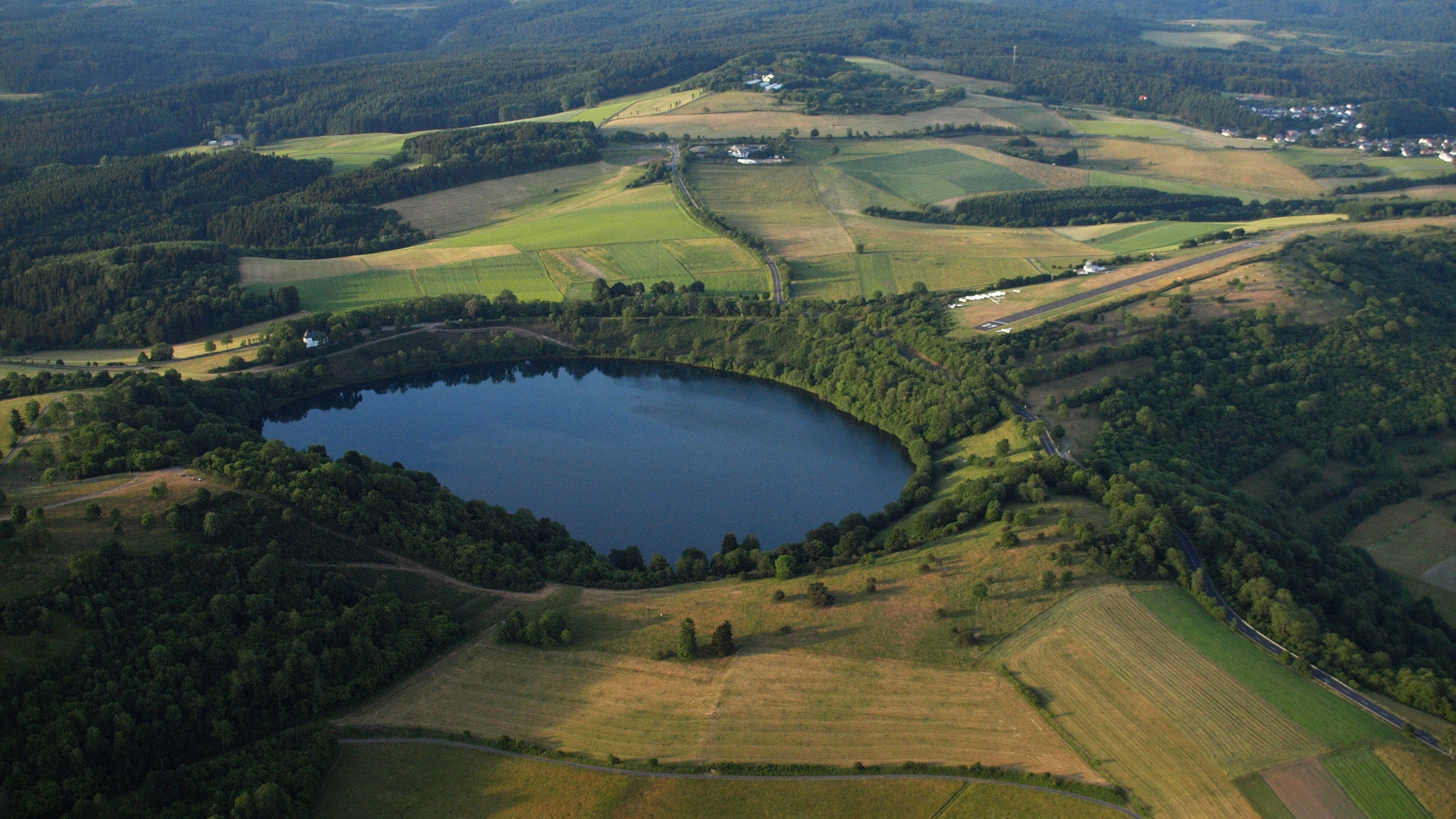
Weinfelder Maar, Luftaufnahme (2015)

## Geographie
Der Maarsee entstand vor rund 30.000 Jahren bei einer vulkanischen Dampfexplosion und ist rund 525 m lang, 375 m breit und 51 m tief. Die Wasserfläche beträgt bei einem Umfang von 1.525 m etwa 16,8 ha. Das Maar liegt auf einer Höhe von 483,5 m ü. NHN. Der aus Tuff bestehende, den See umgebende Wall ist an der westlichen und südlichen Seite höher als im Norden und Osten. Im Zuge dieses Walles befinden sich der Mäuseberg (561,2 m) und das Maarkreuz (534,5 m). Das Gebiet des Sees ist heute Naturschutzgebiet. Das Baden im Maar ist verboten. Das Maar ist aufgrund seiner Schichtung ein meromiktisches Gewässer.

## Namensgebung

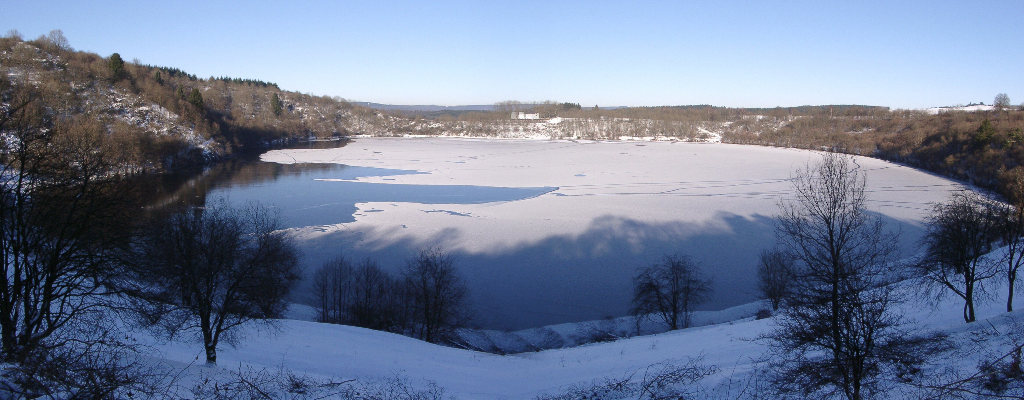
Weinfelder Maar im Winter mit Blick auf die Kirche von Weinfeld

Die Bezeichnung „Totenmaar“ stammt vom in unmittelbarer Nähe des Maars gelegenen Friedhof mit einer kleinen, teilweise aus dem 14. Jahrhundert stammenden Kapelle. Dabei handelt es sich um die ehemalige Pfarrkirche von Weinfeld. Das Dorf wurde im 16. Jahrhundert (1512 letzte urkundliche Erwähnung) infolge der Pest aufgegeben.
Die Kapelle und der angeschlossene Friedhof werden heute von der Gemeinde Schalkenmehren für Begräbnisse genutzt. Im Eingangsbereich der Kapelle befinden sich zahlreiche Dank-Tafeln, mit Widmungen wie: „Maria hat geholfen.“

## Sagen
Etliche Sagen ranken sich um das stille Totenmaar. Nach einer der Sagen soll an dieser Stelle einmal ein Schloss gestanden haben, in dem ein mildtätiger Graf mit seiner Dienerschaft, seiner hartherzigen Gemahlin und seinem einzigen Kind wohnte. Eines Tages kehrte der Graf von der Jagd nach Hause zurück und fand nur einen See an der Stelle vor, an der sein Schloss gestanden hatte. Es war mit allen Bewohnern im Erdboden versunken und hinterließ einen See, das Totenmaar. Wie durch ein Wunder erschien eine Wiege an der Oberfläche, in der sein Kind wohlbehalten ans Ufer trieb. Das Pferd des Grafen scharrte während eines Ausrufs seines Herrn eine Quelle aus dem Boden. Der Graf baute später aus Dankbarkeit für die Errettung seines Kindes eine Kapelle, welche wie auch die Quelle noch erhalten ist.

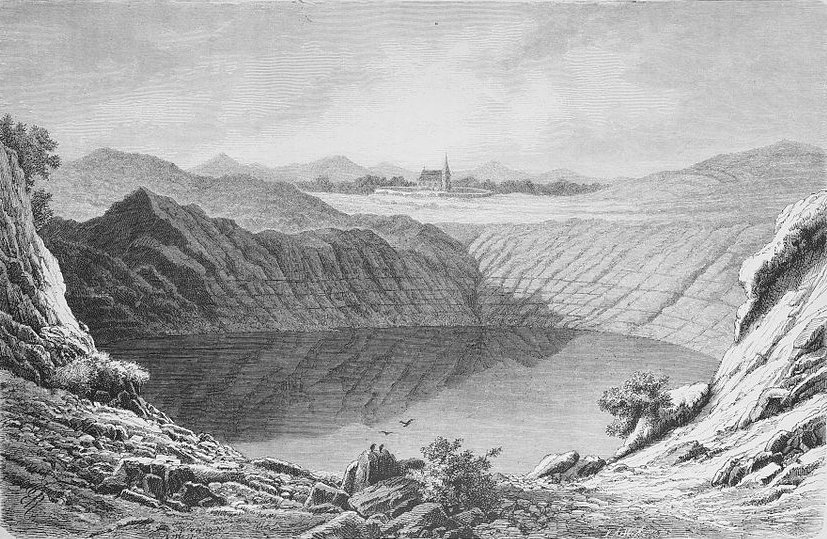
Das Weinfelder Maar 1878 (Die Gartenlaube)

Der Eifelmaler Richard Franzen aus Mehren widmete diesem Maar folgendes Gedicht:
Droben steht noch die Kapelle,

hier im schönen Eifelland,

wo vor ein paar hundert Jahren

einst das Dörfchen Weinfeld stand.

Pest und Armut, schlechte Zeiten,

zwang die Menschen in der Not,

ihre Heimstatt zu verlassen,

letzter Zug im Abendrot.

Doch nach Weinfeld kehren wieder

Stille Schläfer Jahr für Jahr,

um für immer auszuruhen

auf dem Berg am Totenmaar

Ansichten
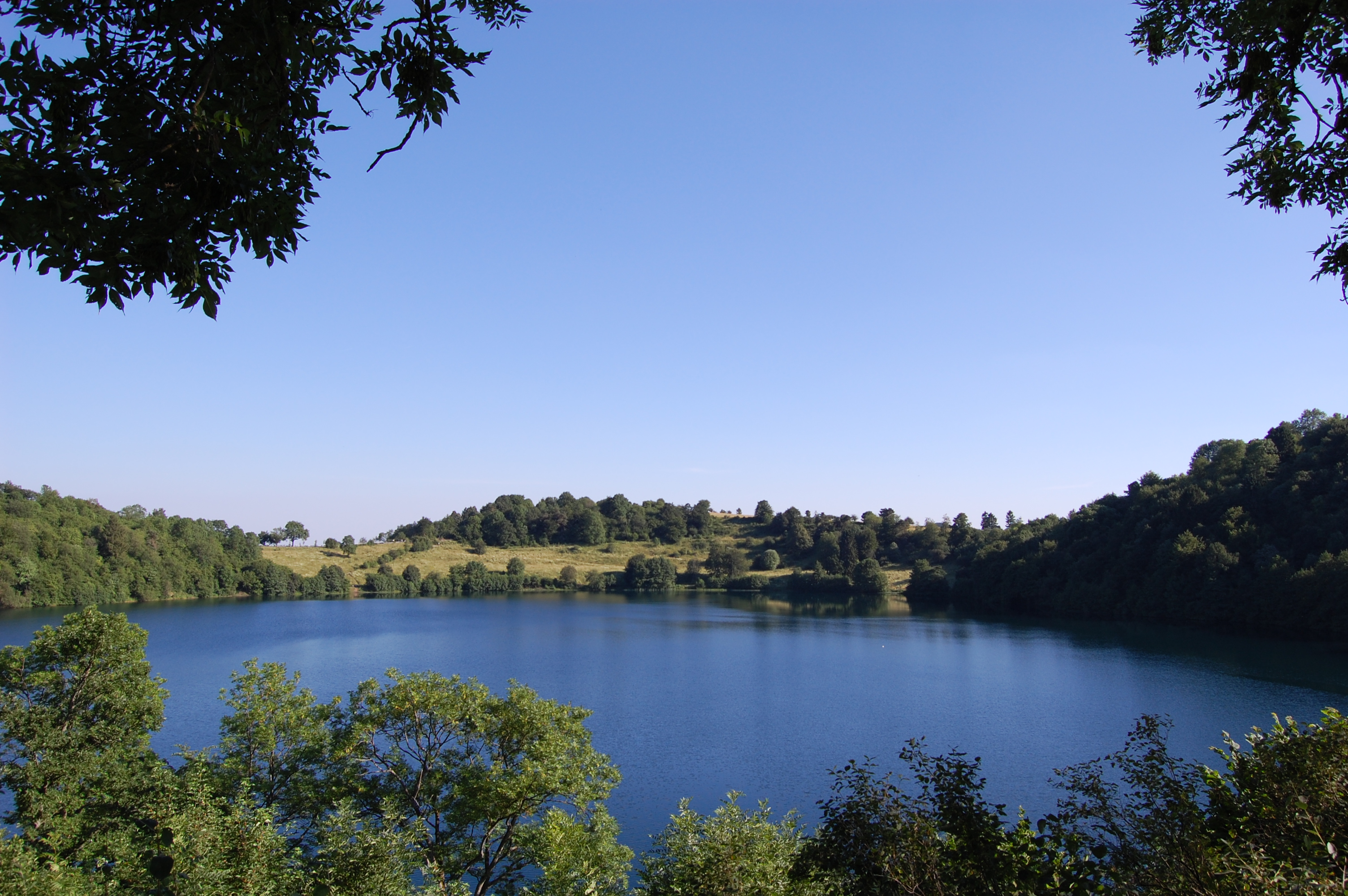
Im Sommer
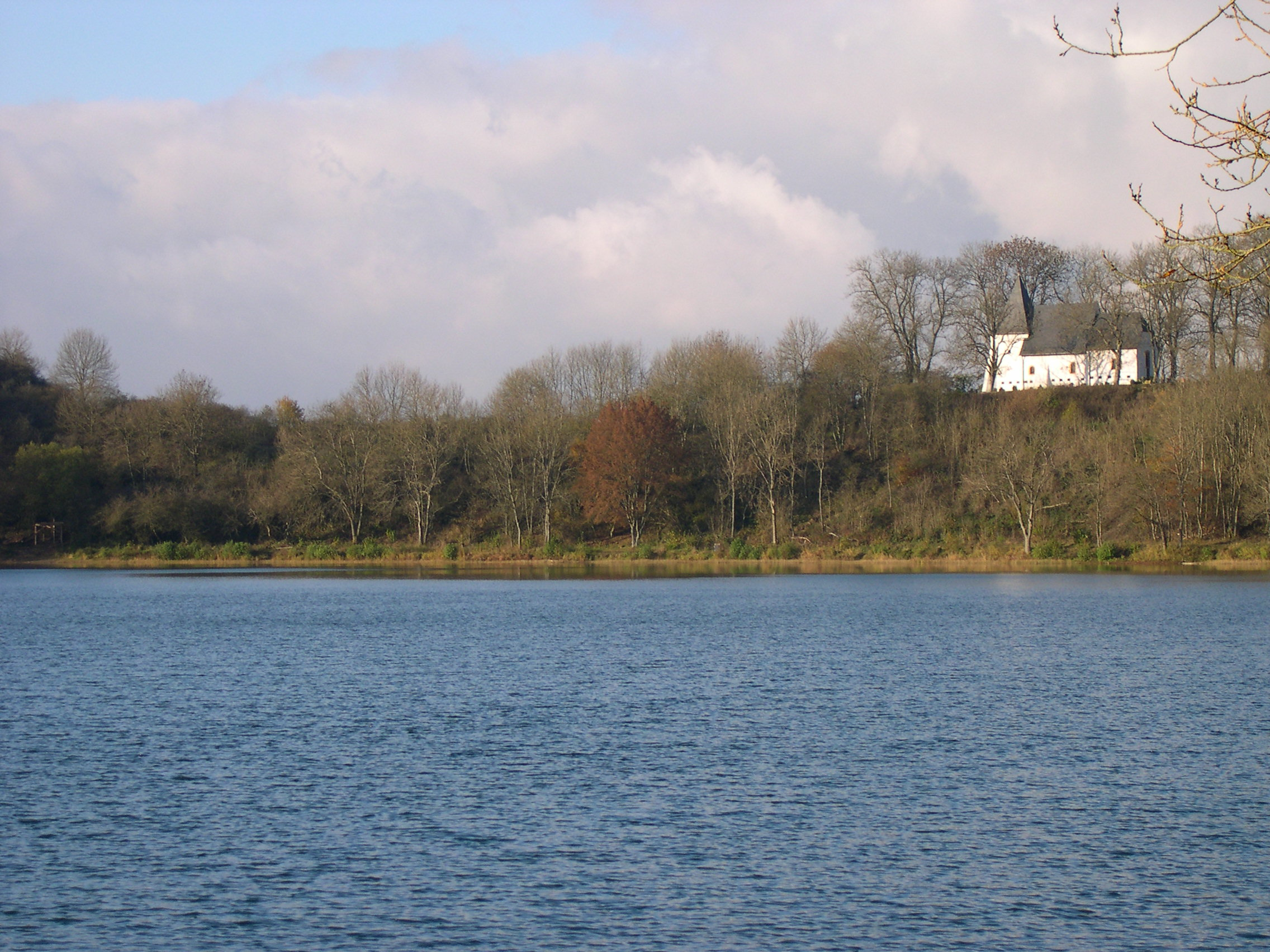
Kapelle am Maar
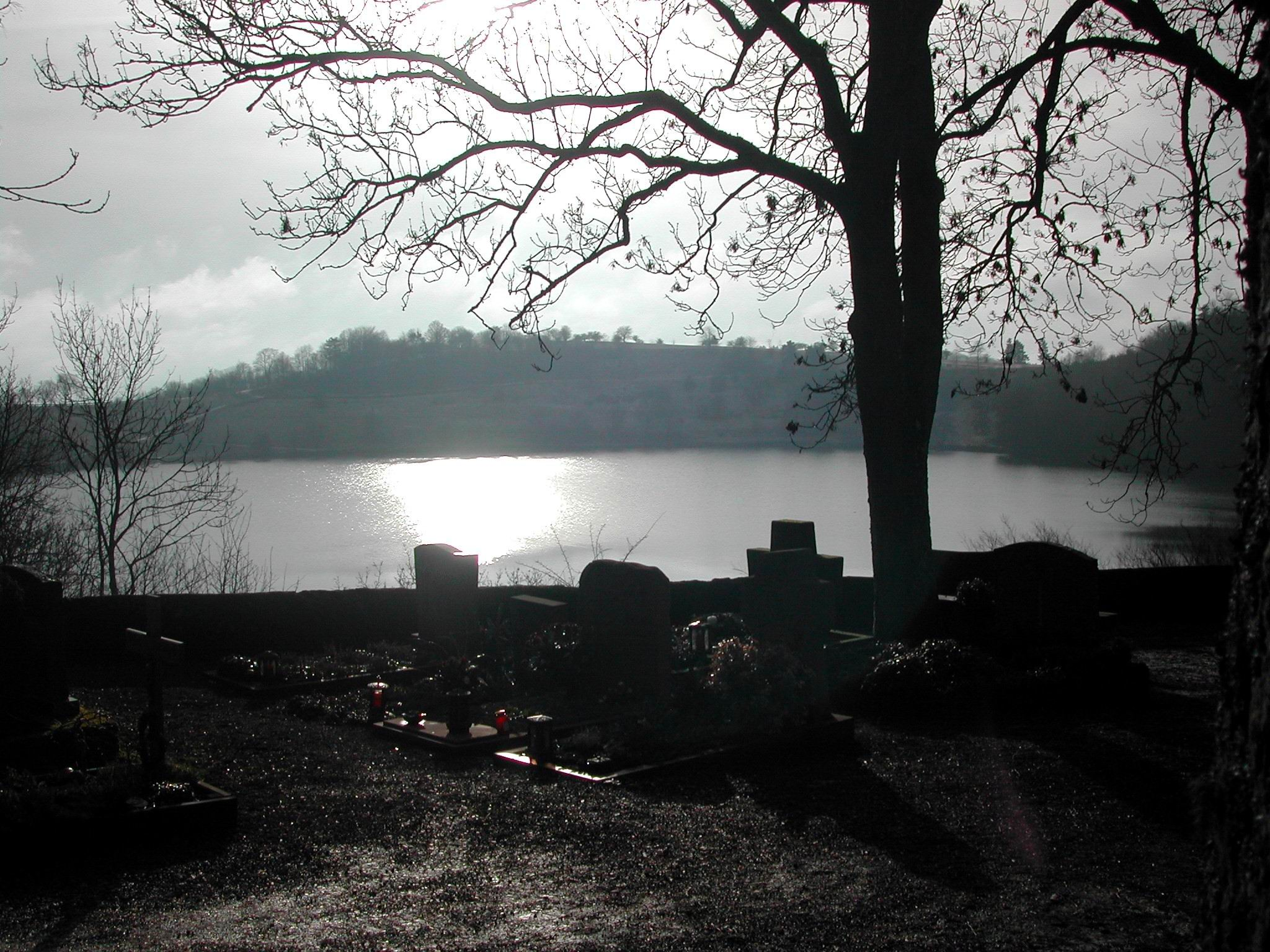
Blick vom Friedhof aus
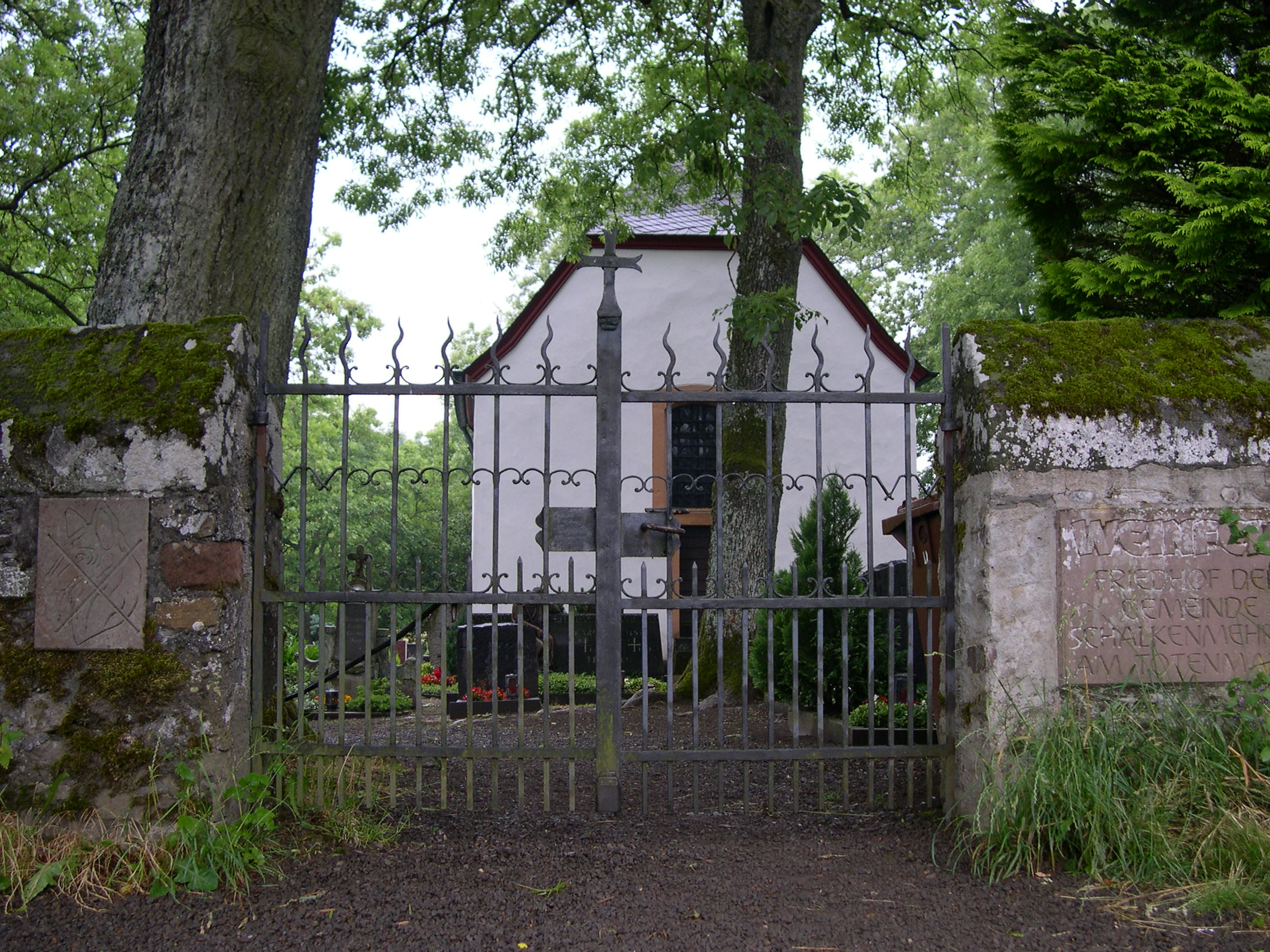
Weinfelder Kirche mit Blick auf Friedhof
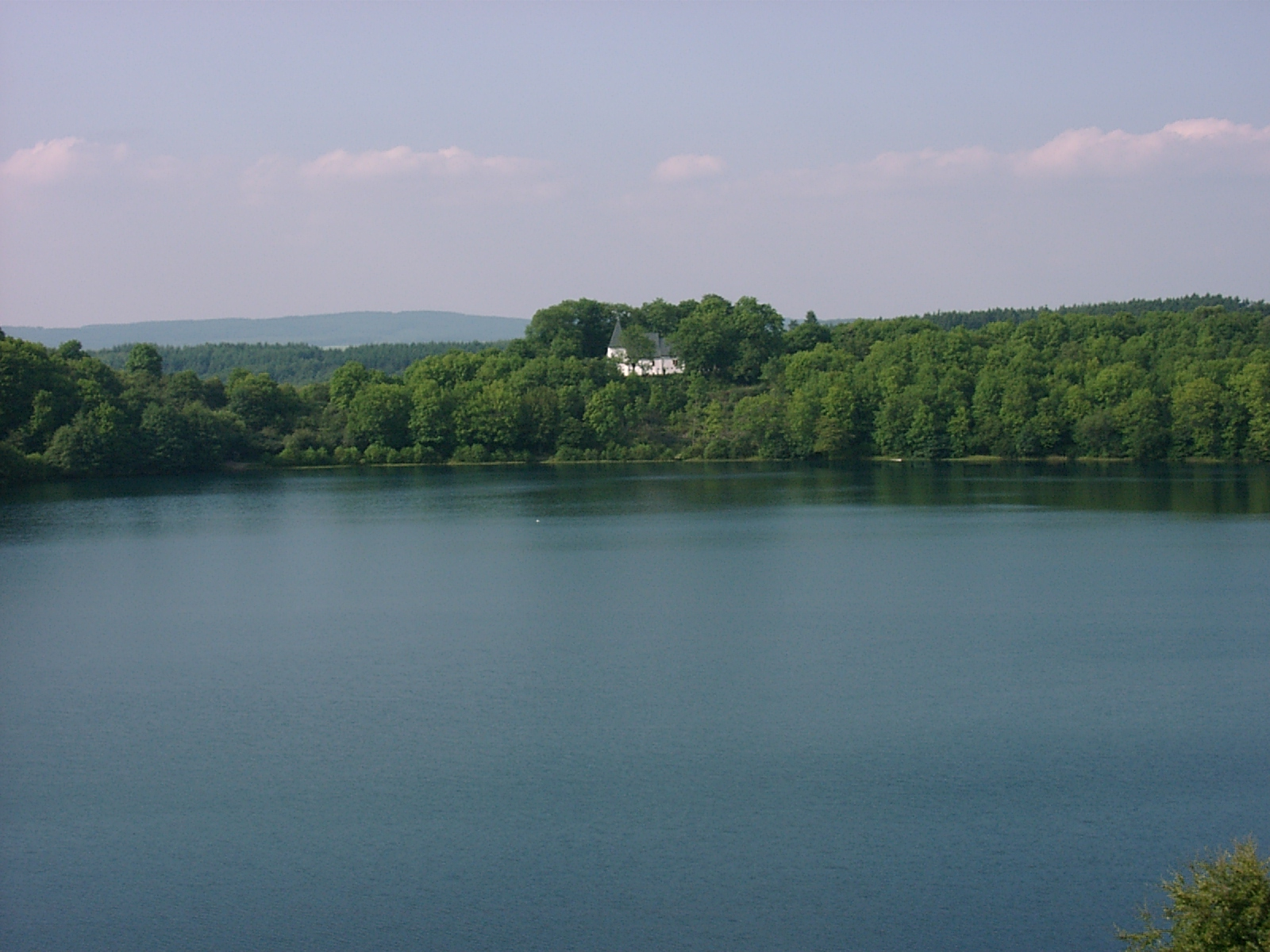
Im Spätsommer
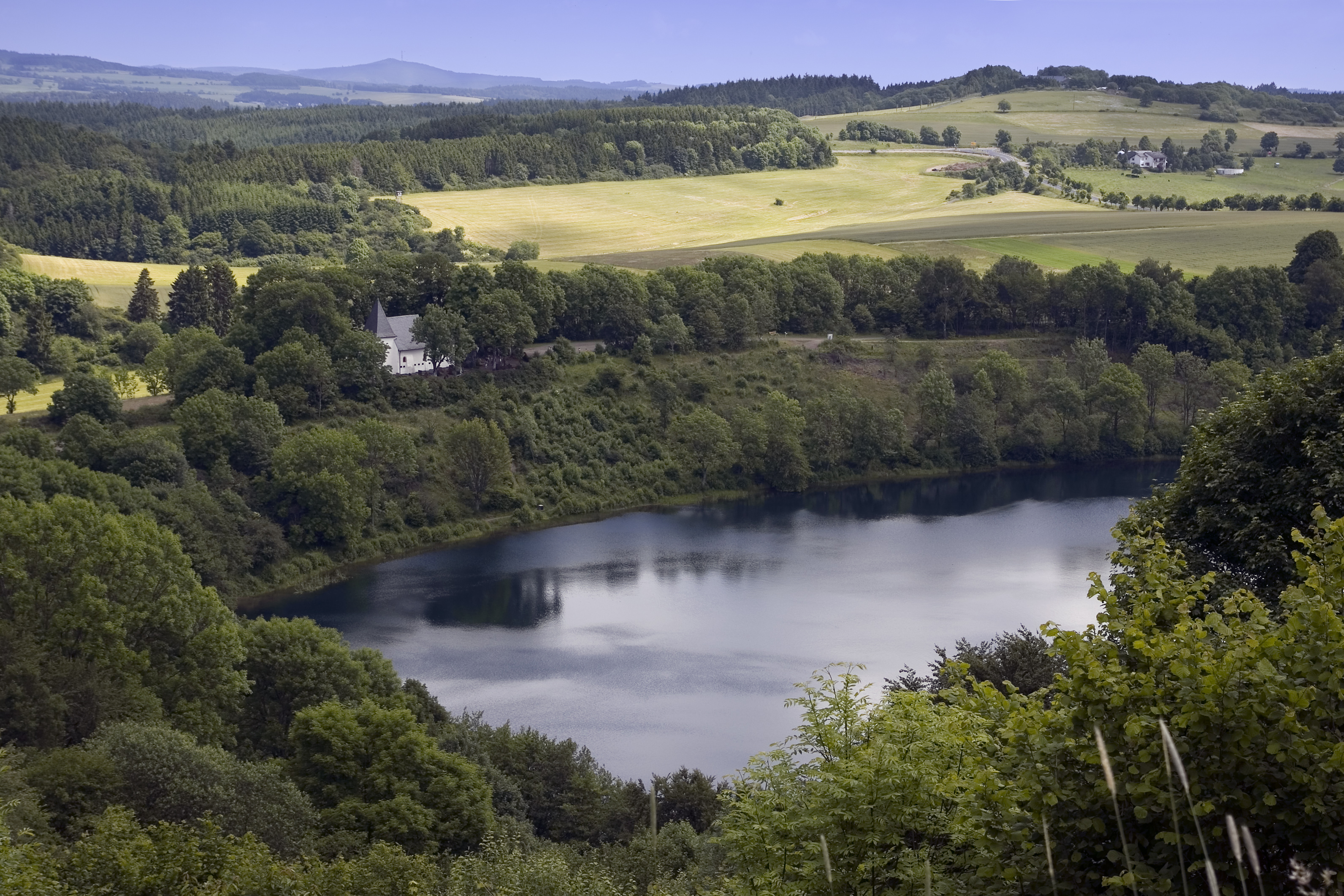
Im Frühsommer
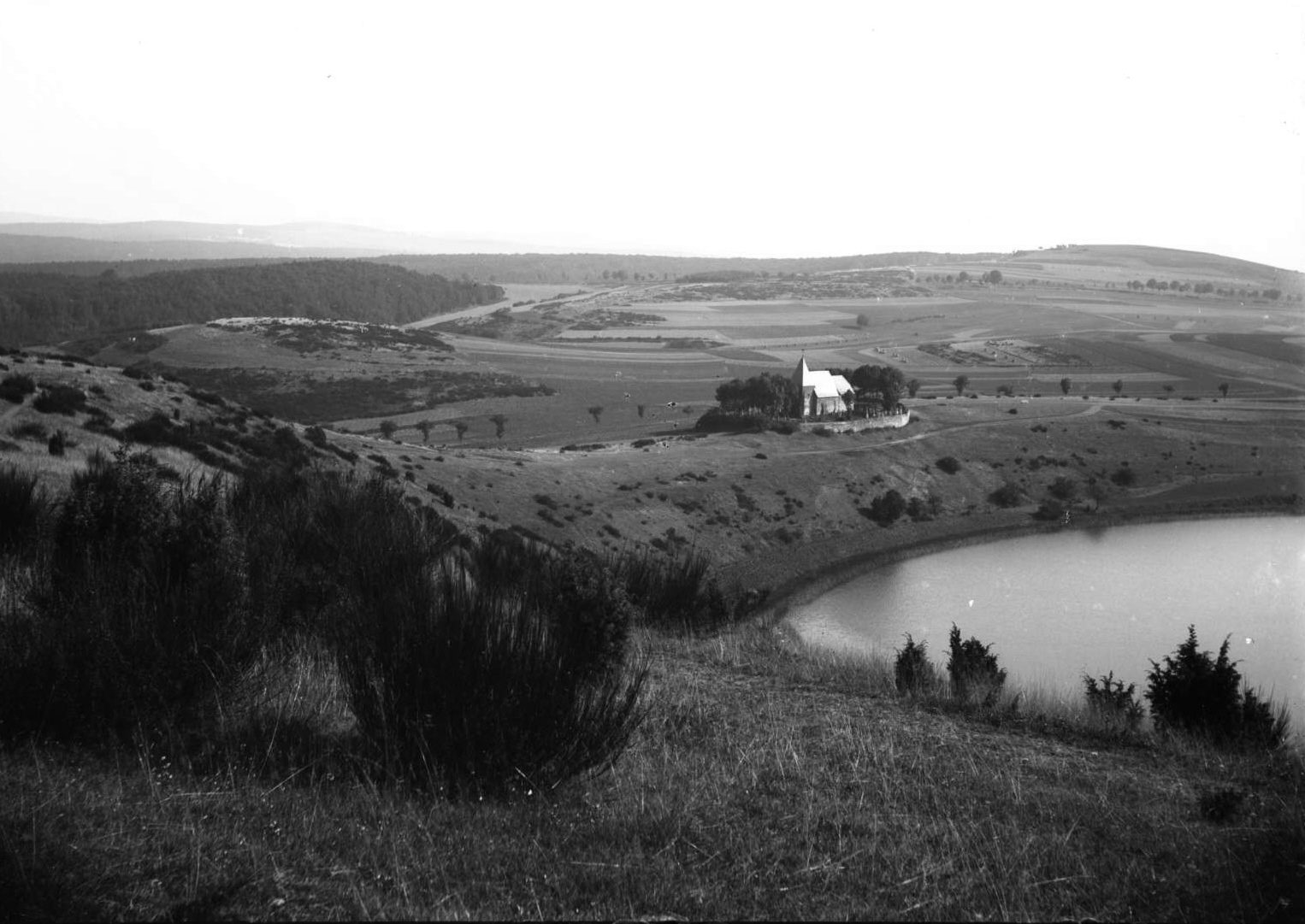
Zwischen 1895 und 1904